# The Symbol of the Unconquered
Pour plus de détails, voir Fiche technique et Distribution.
The Symbol of the Unconquered (ou The Wilderness Trail) est un film dramatique muet de genre race film produit, écrit et réalisé par Oscar Micheaux et sorti en 1920.

## Synopsis
Des blancs essaient d'extorquer un propriétaire noir, dont la terre se situe au-dessus d’un vaste champ pétrolier.

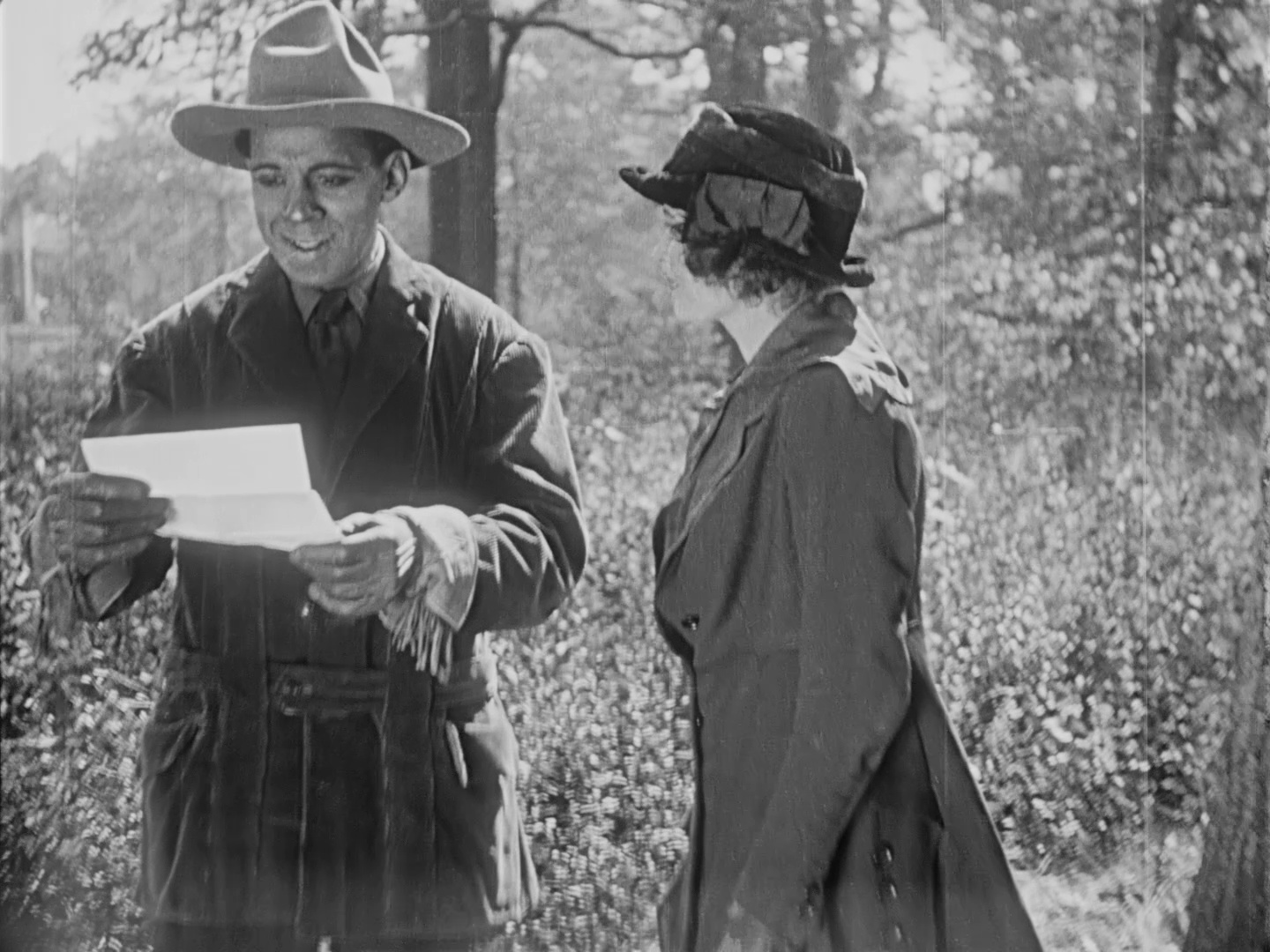
Scène du film.

## Fiche technique
- Titre original : The Symbol of the Unconquered
- Réalisation : Oscar Micheaux
- Scénario : Oscar Micheaux
- Pays de production :  États-Unis
- Langue originale : anglais
- Format : noir et blanc
- Genre : race film
- Durée : 54 minutes
- Date de sortie :
  - États-Unis : 29 novembre 1920

## Distribution
- Iris Hall : Eve Mason
- Walker Thompson : Hugh Van Allen
- Lawrence Chenault : Jefferson Driscoll
- Mattie Wilkes : Mother Driscoll
- Louis Dean : August Barr
- Leigh Whipper : Tugi - an Indian Fakir
- Jim Burris :
- E.G. Tatum : Abraham
- James Burrough :
- George Catlin : Dick Mason
- Edward Fraction : Peter Kaden (non crédité)
- Edward E. King : Tom Cutschawl (non crédité)
- Lena L. Loach : Christina (non créditée)

## Autour du film
Il s'agit du quatrième long métrage de Micheaux (avec Within Our Gates) a faire partie de ses premières œuvres survivantes. The Symbol of the Unconquered a été tourné à Fort Lee, au New Jersey, et publié par Micheaux le 29 novembre 1920. Une copie du film est conservée au Museum of Modern Art de New York. Le film est basé sur la façon dont les perceptions de la race façonnent les relations humaines,.